# Saint-Yrieix-la-Perche
Saint-Yrieix-la-Perche (okzitanisch Sent Iriès) ist eine französische Kleinstadt und eine aus zahlreichen Dörfern (villages) und Weilern (hameaux) bestehende Gemeinde (commune) mit 6.873 Einwohnern (Stand 1. Januar 2022) im Département Haute-Vienne in der Region Nouvelle-Aquitaine.

## Lage und Klima
Die Kleinstadt liegt in einem bach- und seenreichen Gebiet gut 42 Kilometer südlich von Limoges bzw. ca. 61 Kilometer nordöstlich von Périgueux in einer Höhe von ca. 365 m. Im Norden der Gemeinde entspringt der ca. 50 Kilometer lange Fluss Loue, ein Nebenfluss der Isle. Das Klima ist gemäßigt bis warm; Regen (ca. 1035 mm/Jahr) fällt überwiegend im Winterhalbjahr.

## Geologie
Das Land von Saint Yrieix, welches sich an der Grenze zu den Départements Corrèze und Dordogne befindet, ist das Bindeglied zwischen dem Limousin und Aquitanien. Das Gemeindegebiet besteht aus weiten, leicht unebenen Plateaus. Die Geologie der Gemeinde ist relativ komplex, da es hier Verwerfungen, Überlappungen und Falten gibt. Dies resultiert zum einen aus einem Zusammenstoß der Erdplatten vor ca. 370 Millionen Jahren und zum anderen aus dem Auftreten von Vulkanismus. In diesen Verwerfungen konnten goldhaltige Erze, Kaolin sowie andre kostbare Mineralien gefunden werden.

## Bevölkerungsentwicklung
| Jahr                       | 1800 | 1851 | 1901 | 1954 | 1999 | 2018 |
| Einwohner                  | 5012 | 7474 | 8363 | 7323 | 7251 | 6729 |
| Quellen: Cassini und INSEE |      |      |      |      |      |      |

Die Reblauskrise im Weinbau und die zunehmende Mechanisierung der Landwirtschaft sorgten seit dem Beginn des 20. Jahrhunderts für einen deutlichen Bevölkerungsrückgang.

## Wirtschaft
Bereits die Gallier beuteten in der Gegend Goldminen aus. Im Mittelalter entwickelten sich entlang des Loue mehrere Gerbereien (tanneries), die ihre Produkte auch auf den zweimal jährlich stattfindenden Messen (foires) anboten. Im Jahr 1768 wurde an etwa 10 Stellen in der Umgebung von Saint-Yrieix Kaolin entdeckt; Werkstätten im Ort begannen daraufhin Porzellan herzustellen. Im Jahr 1919 verlegte die Unternehmensgruppe Fabrègué S. A. (Druckerzeugnisse) ihren Firmensitz hierhin; auch zwei Großbäckereien ließen sich hier nieder. Heutzutage spielt der Tourismus (auch wegen der gastronomischen Spezialitäten) eine wichtige Rolle im Wirtschaftsleben der Kleinstadt.

## Geschichte
Die ersten Siedler des Ortes waren Gallier, die jedoch im 1. Jahrhundert v. Chr. relativ schnell von den Römern assimiliert wurden. Ein zweiter Siedlungskern befand sich um den alten Marktplatz des Ortes. Um die Mitte des 6. Jahrhunderts gründete der Mönch Aredius von Limoges (Saint-Yrieix) hier ein Kloster, welches nach seinem Tod zahlreiche Pilger anzog. Im 11. oder 12. Jahrhundert erhielt der Ort eine Stadtmauer (remparts), die jedoch nicht benötigt wurde, da er vom Hundertjährigen Krieg (1337–1453) und den Hugenottenkriegen (1562–1598) weitestgehend unberührt blieb. Während der Revolution wurde Saint-Yrieix der Rang einer Unterpräfektur (sous-préfecture) zuerkannt, den die Stadt jedoch im Jahr 1928 wieder verlor.

## Sehenswürdigkeiten

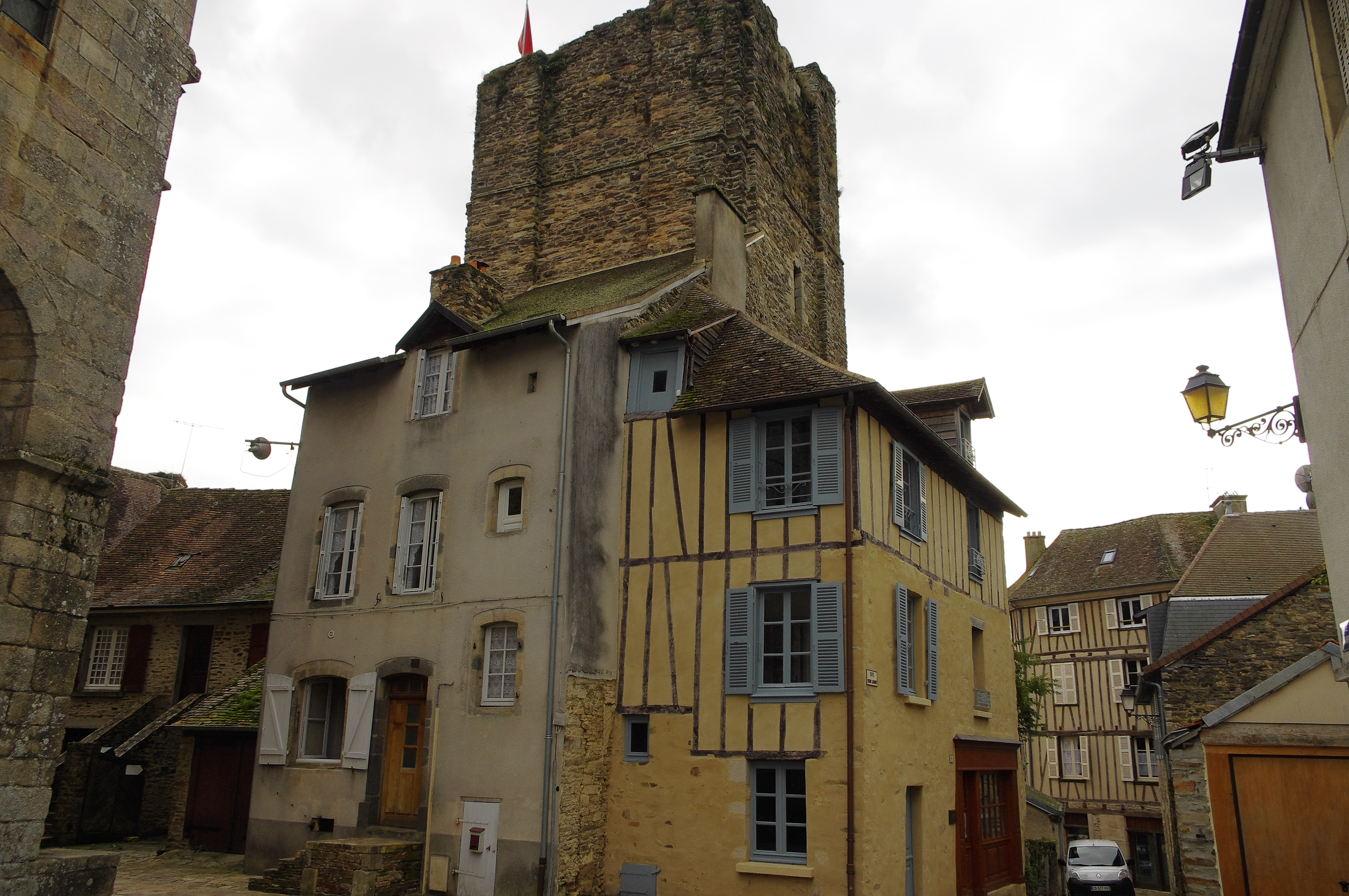
Saint-Yrieix – Ortsbild mit Donjon

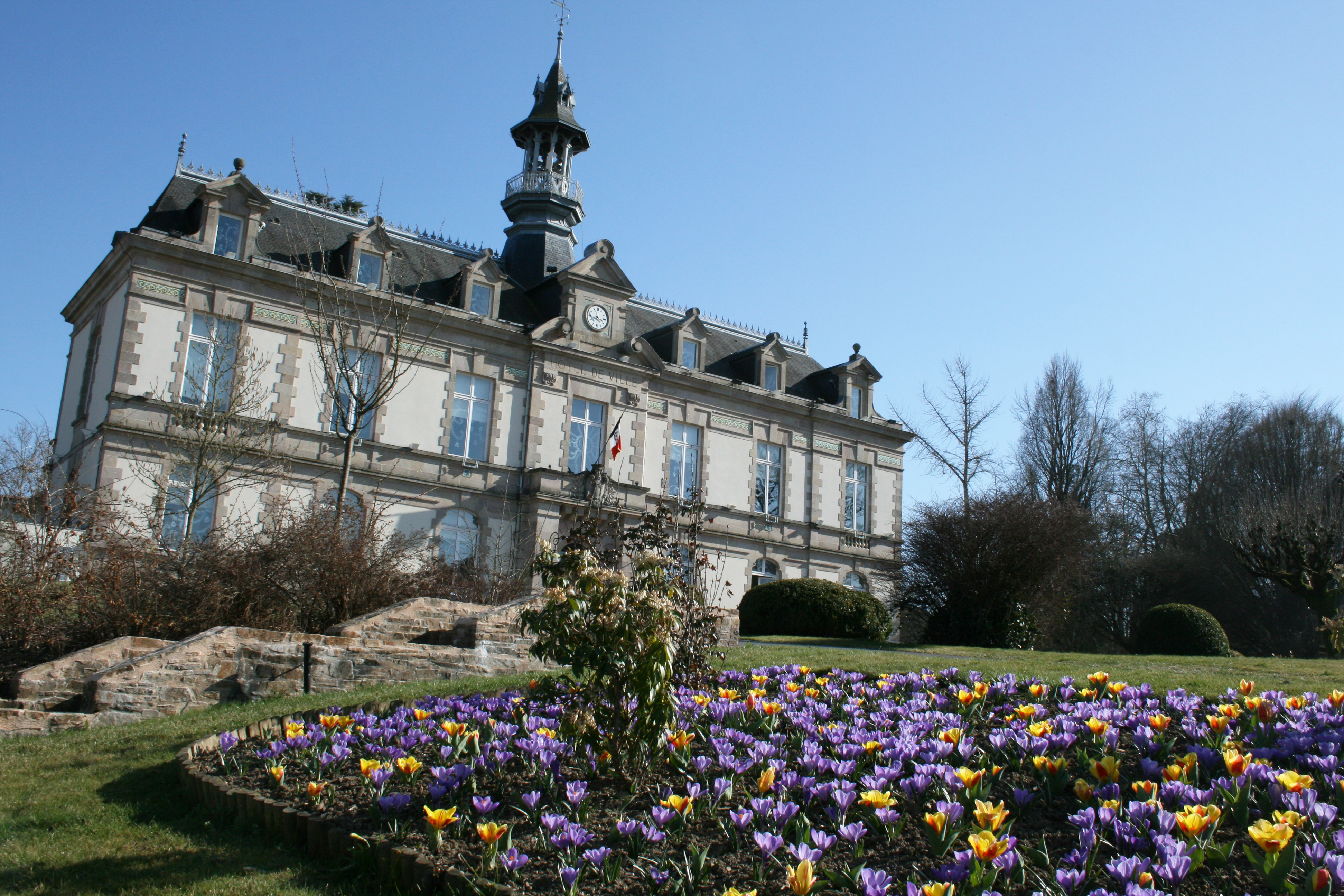
Rathaus (Hôtel de ville)

- Wichtigstes Bauwerk der Stadt ist die vom 11. bis zum 14. Jahrhundert erbaute ehemalige Kloster- und spätere Kollegiatkirche (ab 1046). Romanisch ist nur noch der Westteil mit dem Glockenturm (clocher), wohingegen das einschiffige, aber mit einem Querschiff (transept) versehene Langhaus und der Chor später in einfachen gotischen Stilformen erneuert wurden; die Apsis erhielt sogar einige Maßwerkfenster und wird außen durch Strebepfeiler stabilisiert.[2]
- Der etwa 20 m hohe Tour du Plô war der Bergfried (donjon) der ansonsten verschwundenen Burg (château) des ehemaligen Grundherrn (seigneur) der Stadt.[3]
- Das repräsentative Rathaus entstand im ausgehenden 19. Jahrhundert.

Umgebung
- Das gut fünf Kilometer nördlich des Ortszentrums gelegene Château de Douillac ist ein befestigter Gutshof aus der 1. Hälfte des 16. Jahrhunderts.[4]
- Die etwa vier Kilometer nordwestlich beim Nachbarort Le Chalard gelegene Steinbrücke Pont de la Tour stammt in ihrem heutigen Zustand wahrscheinlich aus dem 17./18. Jahrhundert; sie überspannt die Isle.

## Partnergemeinden
- La Wantzenau, Elsass (seit 1971)
- Bad Windsheim, Mittelfranken (seit 1988)